# Naturlehrgebiet Buchwald

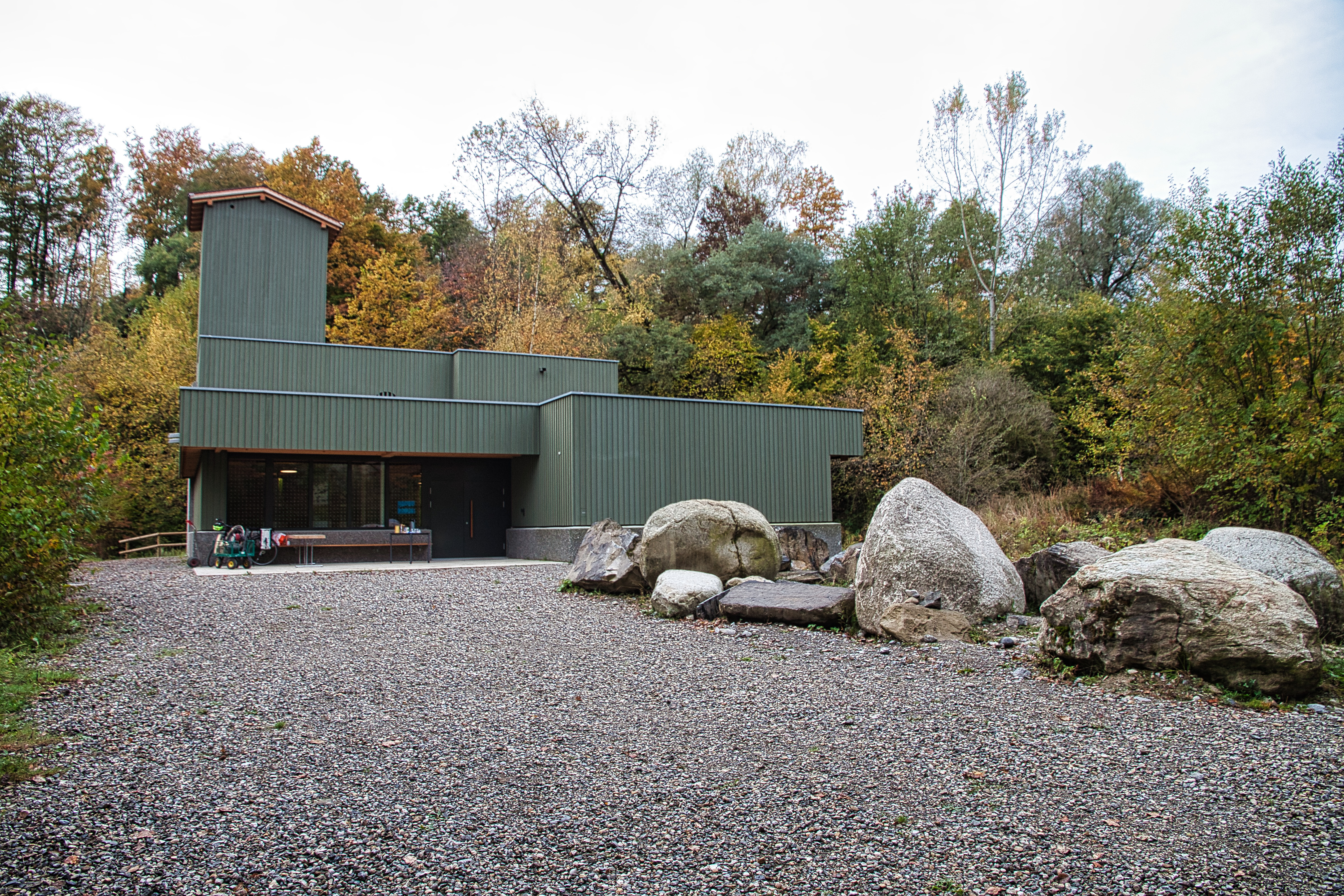
Eingangsbereich zum Neubau im Naturlehrgebiet Buchwald

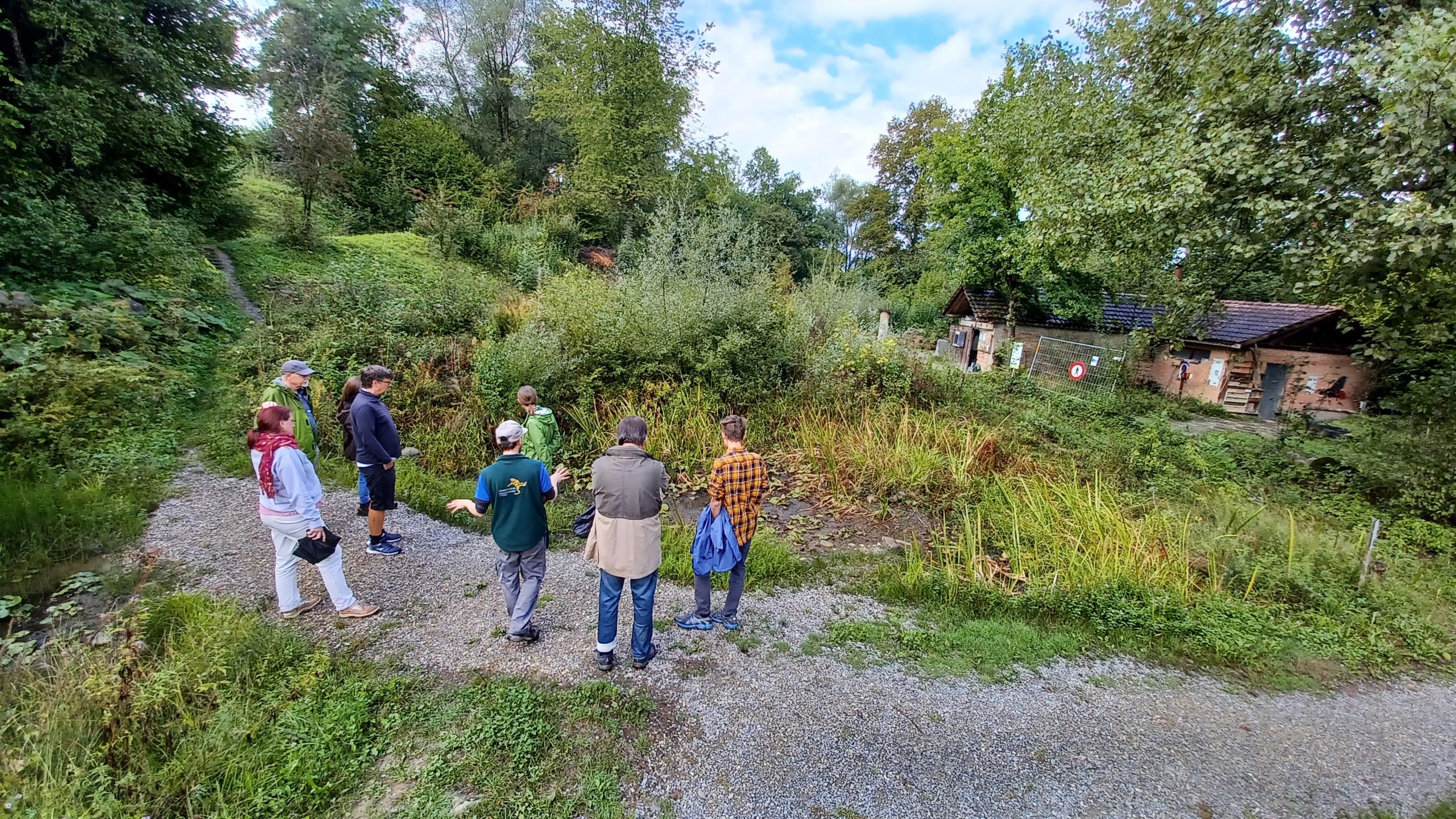
Besuchergruppe am Tümpel

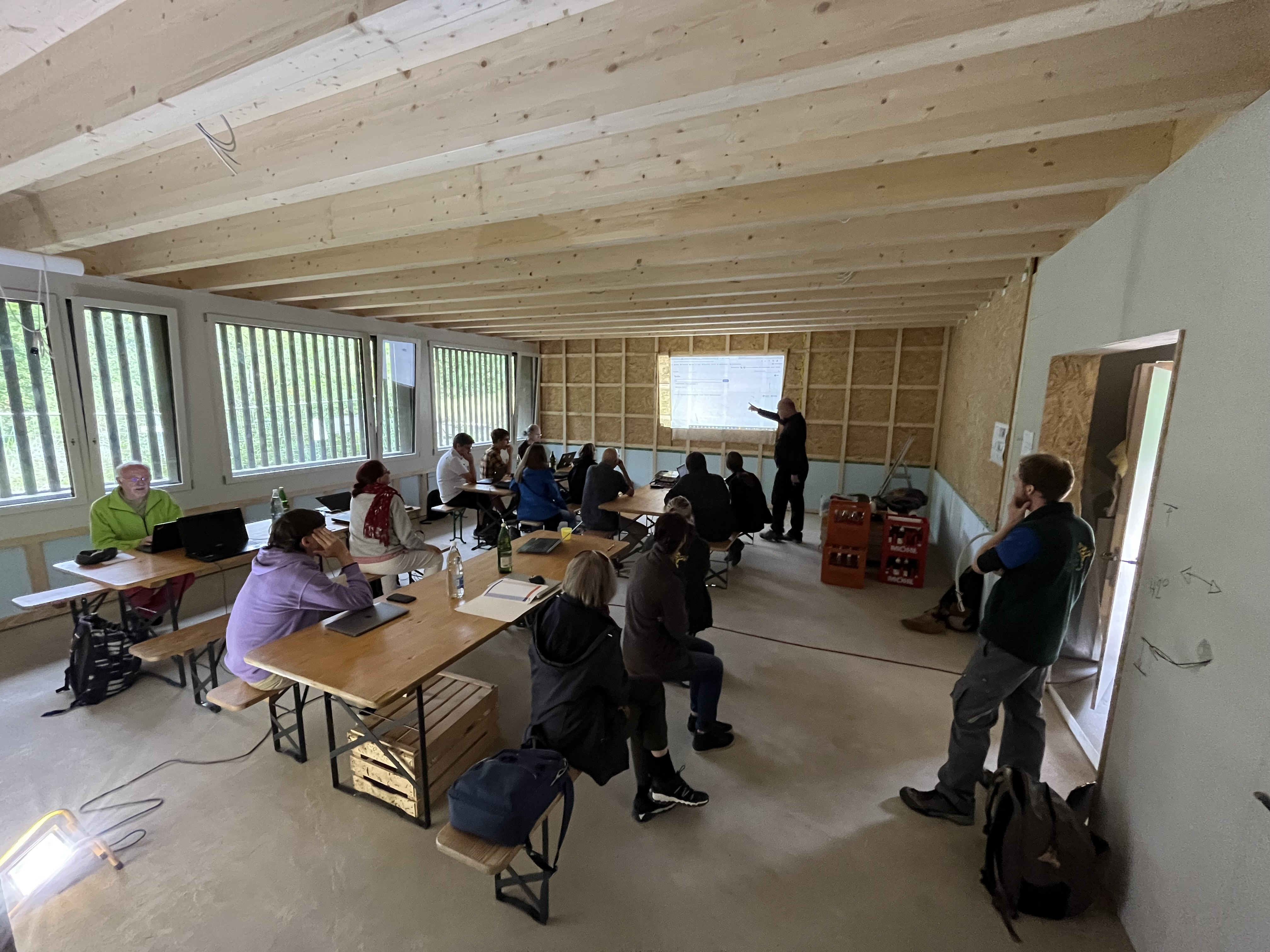
Wikipedia-Workshop im fast fertigen Unterrichtsraum

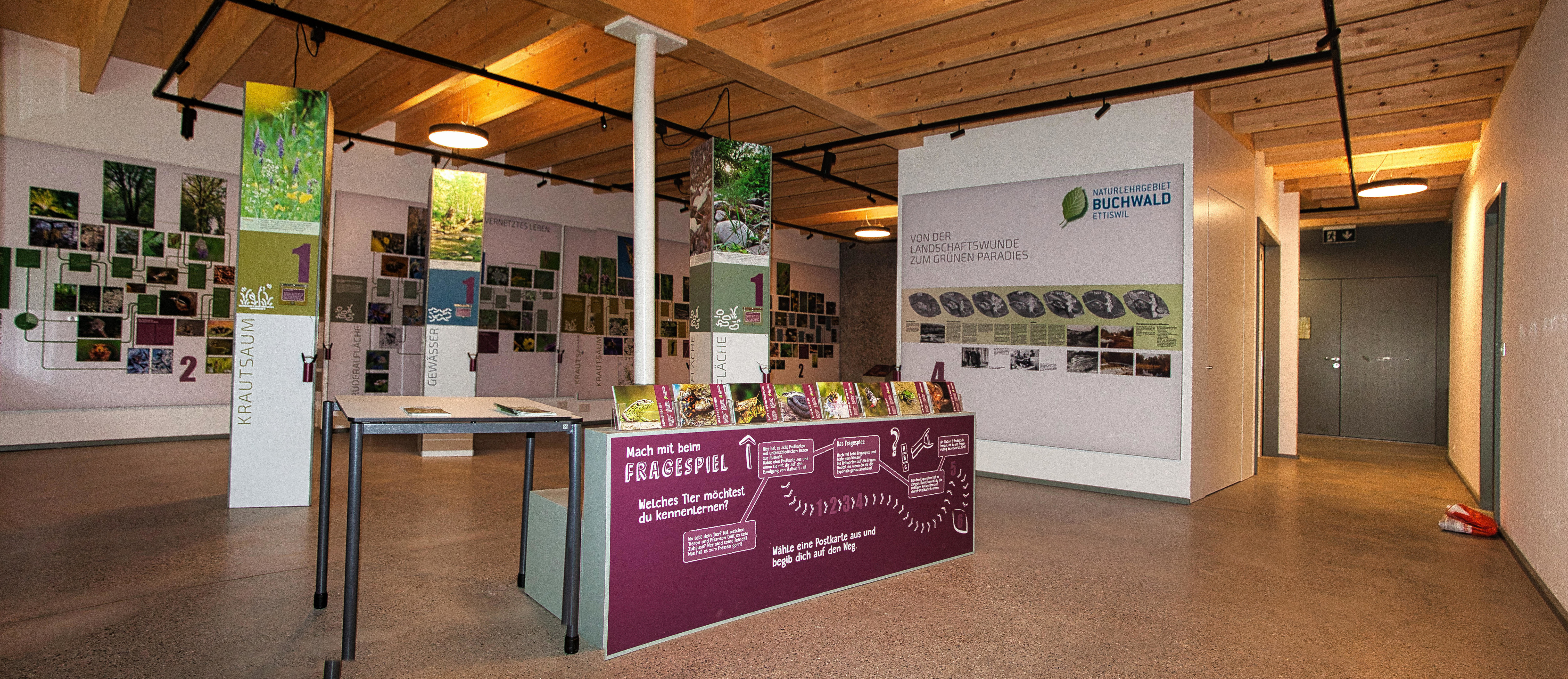
Der Ausstellungsraum in neuen Zentrum

Das Naturlehrgebiet Buchwald (NLG Buchwald) ist ein ausserschulischer Lernort des Kantons Luzern. Es liegt auf dem Gebiet einer ehemaligen Kiesgrube in den Gemeinden Ettiswil und Grosswangen. Das Naturlehrgebiet besteht seit 1969, nachdem der Kiesabbau aus wirtschaftlichen Gründen aufgegeben worden ist. Seit 2002 ist das Gelände als eines der Amphibienlaichgebiete von nationaler Bedeutung im Kanton Luzern registriert.
Mittelpunkt des Gebiets bildete während langer Zeit der ausgebaute Kiesturm, welcher 2022 durch einen Neubau ersetzt wurde.

## Betreuung
Heute besuchen jährlich über 200 Klassen, vorwiegend aus dem Kanton Luzern, das Naturlehrgebiet Buchwald. Die Betreuungsperson ist zugleich Betriebsleiter, sie wird zeitweise unterstützt durch junge Leute im Praktikum oder durch Zivildienst Leistende. Sie kümmern sich sowohl um den Unterhalt des Areals – im Sinne des Naturschutzes und der Gebietspflege – als auch um die zahlreichen Führungen für die Schulklassen aller Stufen.

## Lebensräume
Das Naturlehrgebiet Buchwald kennzeichnet sich durch eine grosse Zahl verschiedener Lebensräume auf der überschaubaren Fläche von 5,04 ha. Diese gründen auf der ausgeprägten Topographie und heterogenen Bodenverhältnissen.
Die untere Grenze des Gebietes wird durch den Bach Rot gebildet. Dieser wurde im Jahr 2016 teilweise revitalisiert. Während des Hochwassers im Sommer 2021 wurde ein Teil des Bachlaufes von der Rot selbst weitgehend neu und damit natürlicher gestaltet, was sehr unterschiedliche Fliessgeschwindigkeiten und Kleinstlebensräume erschuf.
Die Vielfalt an verschiedenen Teichen ist das prägende Element des Gebietes, welche dazu führten, dass es als Amphibienlaichgebiet von nationaler Bedeutung ausgewiesen wurde. Die Teiche wurden mehrheitlich künstlich angelegt und variieren in Tiefe, Pflanzenbewuchs und ob sie mit Grund- oder Regenwasser gespiesen werden.
Im obersten Teil befindet sich der namensgebende Buchenwald, welcher bereits vor der Kiesgrube existierte. Er hat einen ausgeprägten Gebüsch- und Krautsaum.
Die Wiesen werden extensiv und naturnah gemäss einem Pflegeplan bewirtschaftet. Dies mit dem Ziel, den Lebensraum zu erhalten oder aufzuwerten.
Um den Kiesgrubencharakter beizubehalten, wird im zentralen Bereich des Naturlehrgebietes eine Ruderalfläche erhalten. Dieser immer seltener werdende Lebensraum aus Kies- und Sandflächen stellt wertvolle Nischen für verschiedene Pionierarten und wärmeliebende Lebewesen dar.
Im Naturlehrgebiet Buchwald können auf engem Raum die verschiedenen Sukzessionsstadien, vom Gewässer als Ausgangspunkt über die Ruderalfläche und Wiesen bis zum Wald nachvollzogen werden.

## Pflanzen und Tiere
Auf dem Gebiet des Naturlehrgebiets wachsen über 700 verschiedene Pflanzenarten, darunter mehrere Orchideenarten. Da besonders in der Anfangszeit viele Pflanzen eingebracht wurden, sind etwa ein Fünftel davon gebietsfremde Arten, besonders an Trockenstandorten und in der Wasserflora.
Diese werden nicht mehr aktiv gefördert, und invasive Arten gemäss der schwarzen Liste werden bekämpft.

### Amphibien und Reptilien
Verschiedene Amphibien und Reptilien bewohnen das Naturlehrgebiet Buchwald. Als Amphibienlaichgebiet von nationaler Bedeutung trägt das Gebiet für diese Tiere eine besondere Verantwortung. Der Grasfrosch ist im Frühling der erste Froschlurch, welcher den Weg vom Winterquartier zu den Laichgewässern findet und dort seine Laichballen ablegt. Bald darauf, etwa Mitte April, besiedeln auch Wasserfrösche die Teiche des Naturlehrgebiets und machen sich mit lautstarkem Quaken bemerkbar. Der einst künstlich angesiedelte Laubfrosch ist mit wenigen rufenden Männchen ebenfalls noch vertreten. Der Bestand nimmt jedoch infolge Inzucht immer mehr ab. Auch die Erdkröte kommt vereinzelt im Naturlehrgebiet vor.
Die Gelbbauchunken, welche als stark gefährdet gelten, finden im Naturlehrgebiet eigens für diese angelegte und ihren Bedürfnissen angepasste Teiche. Aus diesem Grund ist die Vegetation in diesen Gewässern reduziert und für Fressfeinde kaum attraktiv. Diese und weitere Fördermassnahmen steigern die Überlebenswahrscheinlichkeit der hier lebenden Art. Das zeigte eine statistische Untersuchung der Gelbbauchunken-Beobachtungen von 2003 bis 2012.

### Insekten
Millionen von Insekten beleben das Gebiet; nur die prominentesten werden erwähnt und sind dokumentiert. Im Sinn von Momentaufnahmen wurden schon Bestandsaufnahmen von Libellen, Tagfaltern, Heuschrecken, Wildbienen und Laufkäfern gemacht. 2006 wurden 96 Bienenarten aus 20 Gattungen und nebenbei auch 34 Wespenarten gesichtet. Die im schweizerischen Mittelland entlang von Waldrändern und in Saumlebensräumen noch weit verbreiteten Arten des Tagfalters kommen auch im Naturlehrgebiet vor, wie drei Inventare in den Jahren 2003, 2015 und 2018 belegen. Darunter findet sich auch der als gefährdet eingestufte Kleine nördliche Würfelfalter (aus der Familie der Dickkopffalter). Von insgesamt 27 Libellenarten pflanzten sich gut ein Dutzend Arten auch im Gebiet fort. Drei dieser Arten, nämlich die Westliche Keiljungfer, die Keilflecklibelle und der Spitzenfleck, zählen zu den stark gefährdeten Tieren (Rote Liste der Schweiz). 1998 wurden in einer Aufsammlung 52 Laufkäferarten erfasst, darunter die drei stark gefährdeten Arten der Zweifleck-Kreuzläufer, der Eilkäfer und des Gewöhnlichen Rotstirnläufers. Von acht Arten finden sich in der Fachliteratur keine Nachweise für den Kanton Luzern.

### Vögel
Im Naturlehrgebiet lassen sich insgesamt rund 60 verschiedene Vogelarten beobachten. Besonders zahlreich sind die Vögel, die gerne in offener Wald- und Gebüschlandschaft leben: Zaunkönig, Rotkehlchen, Amsel, Mönchsgrasmücke und Buchfink. Das Gebiet ist ornithologisch deshalb von Bedeutung, weil hier mehrere Arten mehr Junge aufziehen, als alte Tiere sterben. Viele Jungvögel besiedeln später andere Gebiete. Zu beobachten sind auch weitere Vogelarten, für die das Naturlehrgebiet Rastplatz auf dem Durchzug ist.

### Säugetiere
Dank Fotofallen ist dokumentiert, dass Dachs, Iltis, Feldhase hier leben. Im Winter verraten die Spuren noch weitere Bewohner. Auch der Fuchs, Steinmarder und Hermelin bewohnen das Gebiet. Vor diesen Feinden haben sich zahlreiche Mausarten in Acht zu nehmen: Waldmaus, Gelbhalsmaus, Rötelmaus, Spitzmaus, Schermaus und vermutlich auch die Haselmaus, die alle auch hier zu Hause sind, wie Spuren im Schnee demjenigen verraten, der die Spuren lesen kann. Dass der Siebenschläfer sich bei nassem Wetter lieber einen Platz im Trockenen sucht, beispielsweise in einem Vogelnistkasten, war auch schon zu beobachten. Im und am Turm haben zahlreiche Fledermäuse Quartier bezogen. Mittels bioakustischer Aufnahmen wurden 2019 innerhalb des Naturlehrgebiets insgesamt 15 verschiedene Fledermausarten nachgewiesen; besonders verbreitet sind Zwergfledermäuse, aber auch das Braune Langohr wurde registriert. Davon gelten sieben Arten als «verletzlich» oder «stark gefährdet», fünf als «potenziell gefährdet» und nur drei Arten als «nicht gefährdet». Etliche Fledermauskästen und Spalten im und am Neubau warten auf ihre künftigen Bewohner. Werden die Fledermäuse im Frühjahr die neuen Schlafplätze annehmen?

### Schnecken und Muscheln
Laut einer Untersuchung, die sich auf im Wasser lebende Weichtiere im Naturlehrgebiet konzentrierte, fühlten sich 2007 elf Arten hier zu Hause, drei davon waren Muscheln. Und es zeigte sich, dass sich in den verschiedenen Teichen unterschiedliche Lebensgemeinschaften von Wassermolluskeln entwickelten.
2010 und 2011 konnten 54 Arten von gehäusetragenden Weichtieren (Schnecken und Muscheln ohne Nacktschnecken) im Gebiet festgestellt werden. 2022 wurde das Inventar aktualisiert.

## Bildungsauftrag
Die Lern-/Lehrangebote des Naturlehrgebiets stehen Kindern und Schülern aller Schulstufen des Kantons Luzern mit wechselnden Schwerpunkten über das Schuljahr verteilt offen. Die Angebote nehmen Bezug auf entsprechende Kompetenzen im Lehrplan 21.
Damit erfüllt das Naturlehrgebiet einen Bildungsauftrag des Kantons Luzern. Das Bildungskonzept des Gebiets orientiert sich am Rahmenkonzept Bildung für Pärke und Naturzentren und in Bezug auf die Volksschule am Lehrplan 21, der für alle Schulstufen fachliche und überfachliche Ziele vorsieht und unter dem Kapitel Bildung für nachhaltige Entwicklung Orientierung bietet. Des Weiteren unterstützt das Naturlehrgebiet Bund und Kanton in deren Pflicht, die Öffentlichkeit über die Bedeutung und den Zustand der Natur und der Landschaft zu informieren. Darüber hinaus richtet sich die Bildungsarbeit des Naturlehrgebiets nach dem Aktionsplan Strategie Biodiversität Schweiz des Bundesamts für Umwelt.
Zahlreiche Untersuchungen, die hier durchgeführt wurden, dokumentieren die Orientierung des Naturlehrgebiets an wissenschaftlichen Fragestellungen und Ergebnissen.
In der Umsetzung dieser Bildungsziele werden möglichst alle Sinne der Kinder und Besucher angesprochen: Riechen, Tasten, Berühren, Hören und Sehen und manchmal sogar Schmecken sind die Eingangskanäle zum Gehirn, das für die Filterung, Verarbeitung, Speicherung und Vernetzung der aufgenommenen Informationen sorgt. Vom entdeckenden Lernen ausserhalb des Schulzimmers über kooperatives Benennen, Beurteilen, Einordnen und über das gegenseitige Testen bis zum individuellen Staunen über ein Naturphänomen und zur Genugtuung angesichts einer kollektiven Leistung zum Beispiel bei Pflegeeinsätzen reichen die gedanklichen und gefühlsmässigen Prozesse. Auf diese Weise sind Lernerlebnisse und Erinnerungen mit einer beachtlichen Langzeitwirkung möglich.
Dazu bietet das NLG zahlreiche didaktische Hilfsmittel (Bestimmungsschlüssel, Aufgaben, Werkstattunterlagen und vieles mehr). Seit der Einweihung des Neubaus kann auch ein Raum für Ausstellungen und einer für Schulungen genutzt werden.

## Aktivitäten
Trotz der Bautätigkeit besuchten im Jahr 2022 über 5200 Kinder und Erwachsene, in 260 angemeldeten Gruppen, das Naturschutzgebiet. Insgesamt leisteten Schüler über 2200 Stunden für die Pflege der Vielfalt an Lebensräumen und der Tier- und Pflanzenarten. Die Aktivitäten lassen sich wie folgt auflisten:
- Empfang und Betreuung von Schulklassen (ganzjährig auf Anmeldung)
- Führungen (oft auch für Familien in Zusammenarbeit mit Pro Natura, BirdLife, Ornithologischem Verein, Umweltberatung und weiteren Spezialisten)
- Dauerausstellung „Vernetztes Leben im Wandel“ (offen in den Monaten Mai bis Oktober* von 13.00 bis 17.00 Uhr, frei zugänglich)
- Kochen «Wilde Küche»
- Naturnahe Pflege mit Freiwilligen
- Weiterbildungen für Lehrpersonen
- Ferienpass (für umliegende Gemeinden)
- Kurse (Fotokurs, Skizzierkurs, Amphibienbestimmungskurs, Reptiliengrundkurs)
- WWF-Lager
- Projektwoche: Projekttage im September für einzelne Klassen

## Besucherlenkung und Regeln
An den Wegen informieren Tafeln über die lokale Flora und Fauna, legen aber auch Verhaltensregeln für die Besucher fest.
- Die Besucher sollen sich auf den dafür vorgesehenen Wegen oder Pfaden bewegen, ohne diese zu verlassen.
- Hunde sind an der Leine zu führen
- Grillieren, Feuer entfachen ist nur an der dafür vorgesehenen Stelle und angemeldeten Gruppen mit Führung gestattet.

## Geschichte
Mitte der 1960er Jahre schloss die Kiesgrube. An ihrer Stelle sollte eine Abfalldeponie eröffnet werden. Doch in Ettiswil und Willisau formierte sich Widerstand gegen diesen Plan. Josef und Fritz Steiner sowie Josef Zeyer regten an, das Gebiet der ehemaligen Kiesgrube als Schulreservat zu nutzen. In neuen, vielfältigen Biotopen sollten Schüler der Volksschule und der Gymnasien anschauliche Naturkunde vor Ort erleben. Die «Familienstiftung Steiner» kaufte das Areal.
Bereits die Kiesgrube hatte eine reiche Amphibienwelt beherbergt. Ab 1969 wurde dann in unzähligen Arbeitsstunden das Gelände neu modelliert: es wurden über 40 Teiche und Tümpel angelegt sowie Trockenwiesen, Ruderalflächen, Hecken, Brachflächen, Sandbiotope und viele weitere Lebensräume eingerichtet. Den alten Kiesturm baute man zu einem Beobachtungszentrum mit Mikroskopier- und Laborraum, mit Sammlung und Materialdepot um. Josef Steiner betreute jahrzehntelang ehrenamtlich das Gebiet, unterstützt von Fachleuten von nah und fern. Sein Kollege, Josef Zeyer, leitete zahllose Führungen für Schulklassen.
Das Naturlehrgebiet ist zugleich Naturschutzgebiet. Insbesondere im Amphibienschutz konnten hier Erfolge erzielt werden. Daher ist der Buchwald heute sowohl in der Liste der Schutzgebiete im Kanton Luzern als auch in den Amphibienlaichgebieten von nationaler Bedeutung im Kanton Luzern registriert.

„Wo fast der Abfall landete, quaken heute Frösche.“

Wichtig für den weiteren Erhalt des Gebiets war die Vereinbarung von 1991 zwischen der Familienstiftung Steiner und dem Kanton Luzern, vertreten durch das Bildungs- und Kulturdepartement (BKD). Dieses übernahm ab 1995 die Betreuung des Gebiets. Heute ist die Dienststelle Volksschulbildung (DVS) verantwortlich, sie stellte die Betreuungsperson an und gewährleistete so den Betrieb. Geleitet und beaufsichtigt wird die Entwicklung des Areals vom Verein «Naturlehrgebiet Buchwald, Ettiswil». Kostspielige Projekte werden in der Regel von Stiftungen, von Bund und Kanton, vom Gönnerverein sowie von weiteren Spenden getragen.
Das Schulzentrum – zugleich das Betriebsgebäude – konnte der steigenden Nachfrage von Schulklassen und weiteren Gruppen nach Führungen immer weniger entsprechen. Es wurde Ende 2021 abgerissen, über dessen Fundament wurde im folgenden Jahr ein grösseres und vor allem funktionales Schulungszentrum mit zusätzlichem Platz für Ausstellungen gebaut. Neben den Stiftungen leistete hier der Kanton Luzern und  viele private Sponsoren wesentliche Beiträge. Im Mai 2023 konnte der Neubau eingeweiht werden.

## Organisation und Trägerschaft
Eigentümerin des Bodens ist die Familienstiftung Steiner. Der Kanton Luzern übernimmt seit 1995 die Betreuung und Pflege des Naturlehrgebiets. Die Dienststelle Volksschulbildung des Kantons Luzern ist zuständig für die Finanzierung und Anstellung der Person, die den Betrieb des Naturlehrgebiets leitet und betreut. Seit 2019 sorgt auf Initiative der bisherigen Partner ein Verein, in dessen Vorstand die Familienstiftung, der Kanton Luzern und die Gemeinde Ettiswil vertreten sind, für die Betreuung, Pflege und Weiterentwicklung des Naturlehrgebiets.

## Galerie

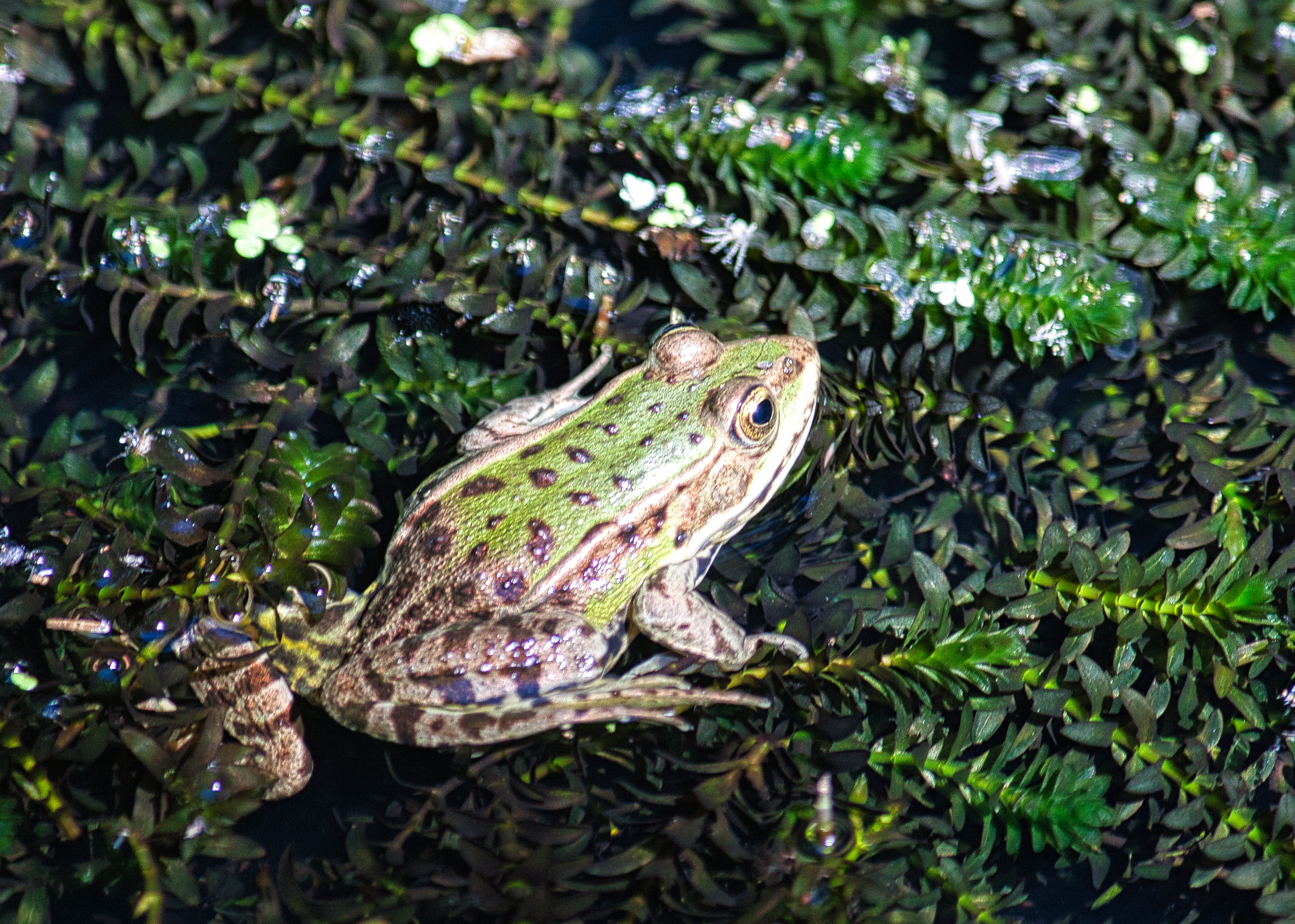
Wasserfrosch (Grünfrosch), Pelophylax agr.
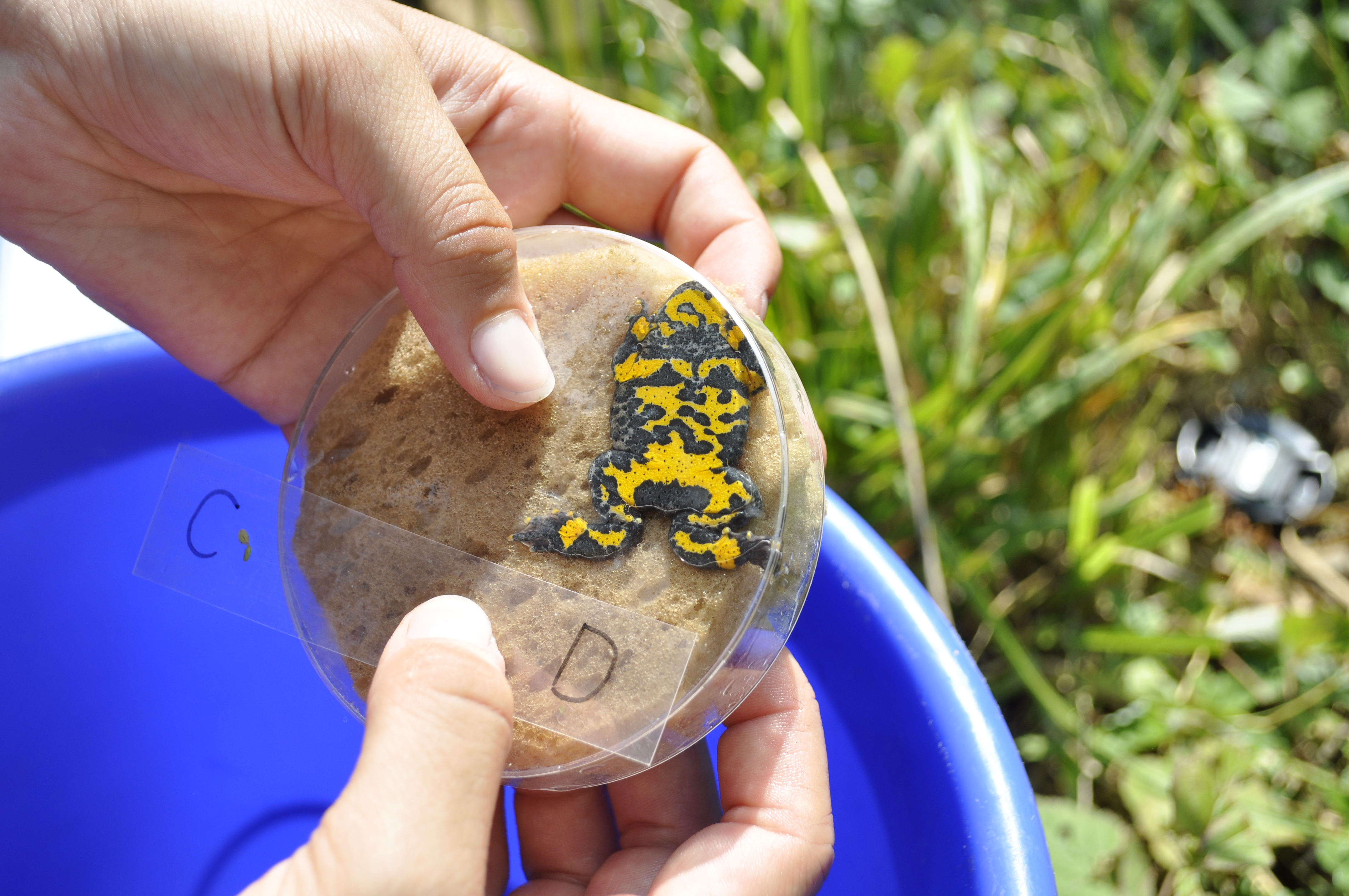
Charakteristisches Muster einer Gelbbauchunke Bombina variegata
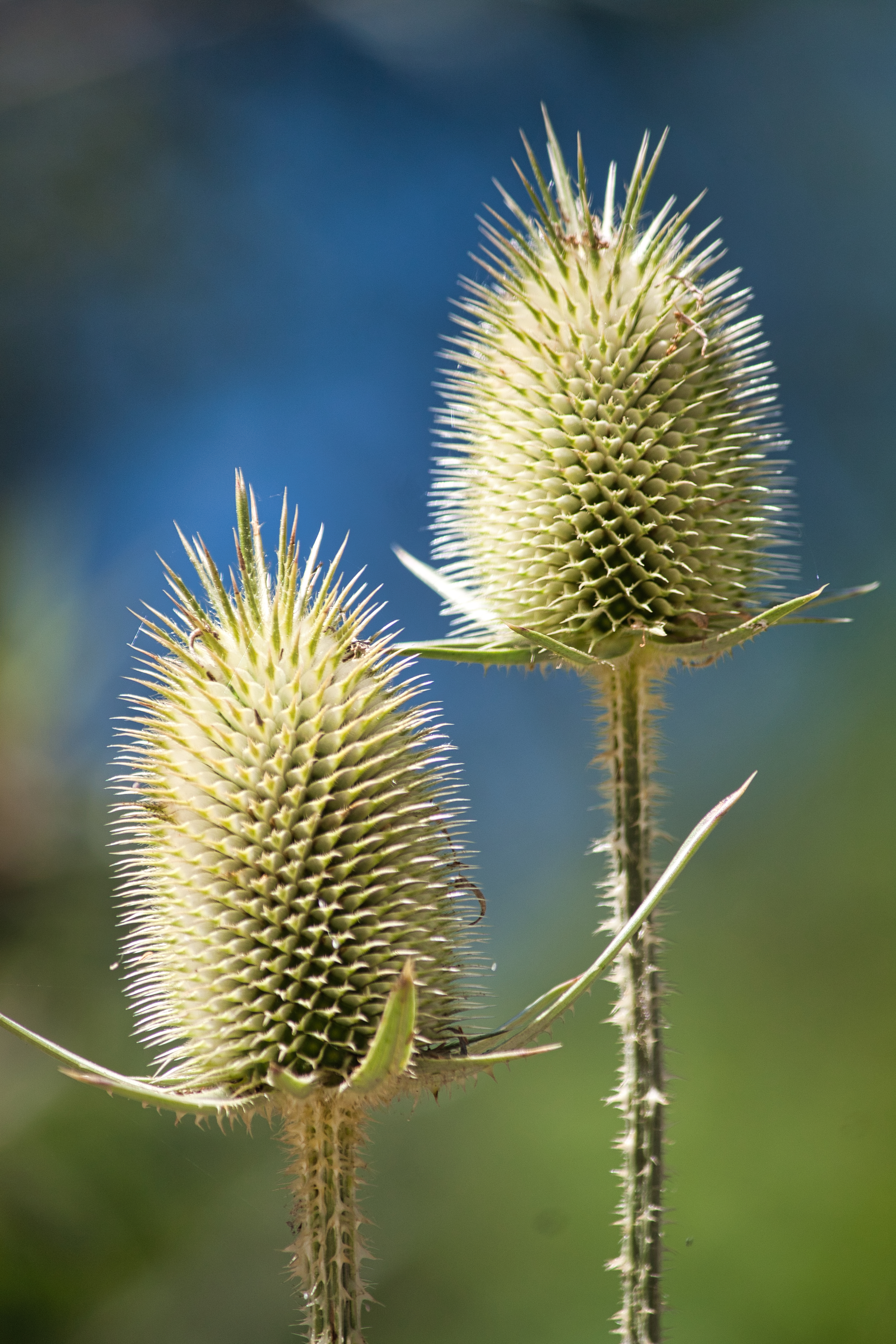
Wilde Karde, Dipsacus fullonum